# Goleba puella
Goleba puella är en spindelart som först beskrevs av Eugène Simon 1885.  Goleba puella ingår i släktet Goleba och familjen hoppspindlar. Inga underarter finns listade i Catalogue of Life.